# Astragalus kaghysmani
Astragalus kaghysmani är en ärtväxtart som beskrevs av Nikolai Fedorovich Gontscharow. Astragalus kaghysmani ingår i släktet vedlar, och familjen ärtväxter. Inga underarter finns listade i Catalogue of Life.